# Tanaecia heliophila
Tanaecia heliophila är en fjärilsart som beskrevs av Hans Fruhstorfer 1898. Tanaecia heliophila ingår i släktet Tanaecia och familjen praktfjärilar. Inga underarter finns listade i Catalogue of Life.